# 邻苯二甲酸氢钾
邻苯二甲酸氢钾，(Potassium hydrogen phthalate)，又叫酞酸氢钾，是一种有机芳香酸邻苯二甲酸的酸式盐，分子中含有一个苯环，酸根所有的原子共平面。其水溶液呈酸性。在295－300℃分解。
由于其容易用重结晶法得到纯品，不含结晶水，不吸潮，容易保存，当量大，常用于氢氧化钠标准溶液的标定。也可用于過氯酸的乙酸溶液的标定（使用甲基紫作指示剂）。
邻苯二甲酸氢钾溶液也是常用的标准缓冲溶液之一。0.05 mol/kg邻苯二甲酸氢钾溶液在25℃时的pH为4.01。

## 制备
由邻苯二甲酸酐与氢氧化钾反应而得。

## 用途
滴定分析中的基準物質，用作製備標準鹼溶液的基準試劑和測定pH值的緩衝劑。
與氫氧化鈉反應生成鄰苯二甲酸鉀鈉。

## 含量測定

### 氫氧化鈉標準滴定溶液莫耳濃度的標定
稱取0.5g於105～110℃乾燥至恆重的第一基準試劑（容量）鄰苯二甲酸氫鉀，稱準至0.00001g，置於反應瓶中，加50mL新沸過的冷水，用231型玻璃電極作指示電極，用232型飽和甘汞電極作參比電極，按GB 10737之規定，用待標定的氫氧化鈉標準滴定溶液[b(NaOH)=0.1mol/kg]滴定至終點。
氫氧化鈉標準滴定溶液的質量莫耳濃度按式（1）計算：
b= m1/(m2×0.20422)…………………………………………(1)
式中：b----氫氧化鈉標準滴定溶液的質量莫耳濃度，mol/kg；
m1----第一基準試劑（容量）鄰苯二甲酸氫鉀的質量，g；
m2----待標定的氫氧化鈉標準滴定溶液的質量，g；
0.20422----與1.0000g氫氧化鈉標準滴定溶液[b(NaOH)=1.0000mol/kg]相當的，以克表示的鄰苯二甲酸氫鉀的質量。

### 含量的測定
稱取0.5g於105～110℃乾燥至的試樣，稱準至0.00001g，按4.1.1條之規定，用氫氧化鈉標準滴定溶液[b(NaOH)=0.1mol/kg]滴定。
含量的測定與滴定分析用標準溶液濃度的標定同時進行。
鄰苯二甲酸氫鉀（KHC8H4O4）含量按式（2）計算：
X= (m3/m4)·b×0.20422 ×100 ……………………………(2)
式中：X----鄰苯二甲酸氫鉀的百分含量，%；
m3----氫氧化鈉標準滴定溶液的質量，g；
b----氫氧化鈉標準滴定溶液的濃度，mol/kg；
0.20422----與1.0000g氫氧化鈉標準滴定溶液[b(NaOH)=1.0000mol/kg]相當的，以克表示的鄰苯二甲酸氫鉀的質量；
m4----試樣的質量，g。